# Testo unico dell'edilizia
Il testo unico dell'edilizia è un testo unico della Repubblica Italiana, emanato con D.P.R. 6 giugno 2001, n. 380, che detta i principi fondamentali e generali e le disposizioni per la disciplina dell'attività edilizia.
È stato aggiornato nel corso del tempo, come ad esempio dopo l'emanazione del decreto legge 11 settembre 2014, n. 133 - convertito in legge 1º novembre 2014, n. 164.

## Struttura
Si articola in tre perti, per un totale. di 138 articoli:
- PARTE I - Attività edilizia
  - Titolo I - Disposizioni generali
  - Titolo II - Titoli abilitativi
  - Titolo III - Agibilità degli edifici
  - Titolo IV - Vigilanza sull'attività urbanistico edilizia, responsabilità e sanzioni

- PARTE II - Normativa tecnica per l'edilizia
  - Capo I - Disposizioni di carattere generale
  - Capo II - Disciplina delle opere di conglomerato cementizio armato, normale e precompresso ed a struttura metallica
  - Capo III - Disposizioni per favorire il superamento e l'eliminazione delle barriere architettoniche negli edifici privati, pubblici e privati aperti al pubblico
  - Capo IV - Provvedimenti per le costruzioni con particolari prescrizioni per le zone sismiche
  - Capo V - Norme per la sicurezza degli impianti
  - Capo VI - Norme per il contenimento del consumo di energia negli edifici

- PARTE III - Disposizioni finali

Capo I - Disposizioni finali

## Contenuto
Si tratta di una legge-cornice che riguarda non l'intera materia dell'urbanistica ma la sua sub-materia dell'edilizia attinente al controllo preventivo dell'attività edilizia, la vigilanza e le sanzioni contro gli abusi. 
Tra le disposizioni contenute vi è la creazione dello sportello unico per l'edilizia e l'abolizione di alcuni atti amministrativi, quali l'autorizzazione edilizia e la concessione edilizia, sostituita col "permesso di costruire".
Altri elementi sono l'ampliamento dell'applicazione della denuncia di inizio attività in edilizia. Inoltre vi è il procedimento amministrativo di agibilità che viene ad assorbire anche quello per ottenere l'abitabilità. Viene anche espressa una definizione di nuova costruzione, e stabilito che in caso un comune italiano sia sprovvisto di regolamentazione edilizia e nel rispetto dei limiti ci cui al d.lgs. 29 ottobre 1999, n. 490, fuori dal perimetro dei centri abitati, siano comunque possibili interventi di nuova edificazione nel rispetto del limite della densità massima fondiaria di 0,03 metri cubi per metro quadro; in caso di interventi a destinazione produttiva, la superficie coperta ad ogni modo non può comunque superare un decimo dell'area di proprietà.